# Sourdon
Sourdon là một xã ở tỉnh Somme, vùng Hauts-de-France, Pháp.

## Địa lý
Thị trấn này có cự ly khoảng 10 dặm Anh về phía nam của Amiens, trên đường D14.

## Dân số
| 1962                                                  | 1968 | 1975 | 1982 | 1990 | 1999 |
| ----------------------------------------------------- | ---- | ---- | ---- | ---- | ---- |
| 206                                                   | 225  | 243  | 267  | 264  | 257  |
| Số liệu dân số từ năm 1962, dân số không tính hai lần |      |      |      |      |      |